# Ehemaliges Wasserwerk Plittersdorf

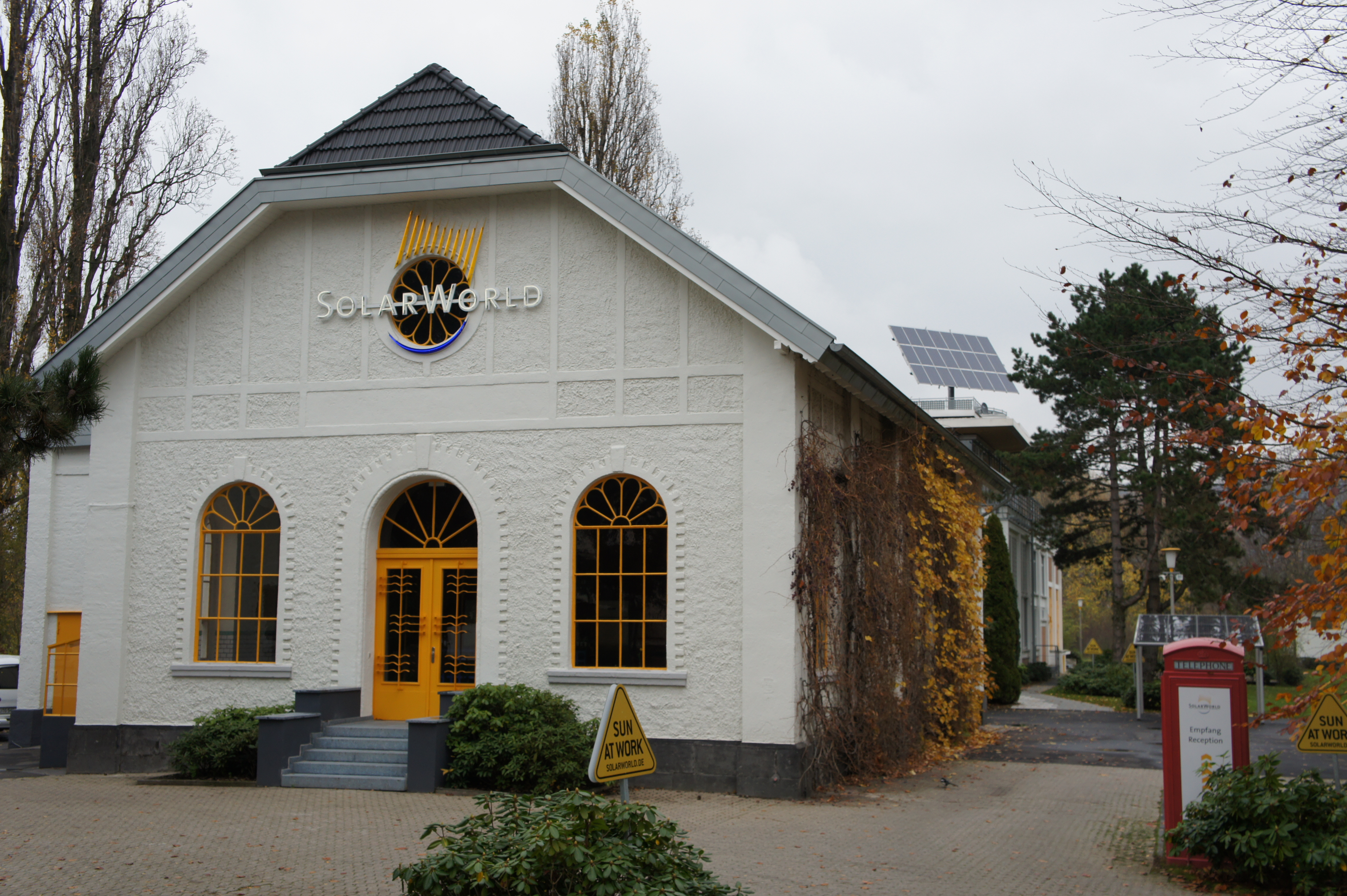
Das sanierte (alte) Wasserwerk von 1901, heute Zentrale von Solarworld

Das ehemalige Wasserwerk im Bonner Ortsteil Plittersdorf wurde um die Jahrhundertwende errichtet und dient heute als Sitz der Zentrale des Bonner Unternehmens Solarworld. Die Gebäude des früheren Rheinwasserwerks liegen an der Martin-Luther-King-Straße 24 und stehen unter Denkmalschutz.

## Geschichte
Unter dem Godesberger Bürgermeister Anton Dengler wurde Ende des 19. Jahrhunderts mit dem Bau des Wasserwerks begonnen, das zunächst aus dem Wasserwerk und einem Maschinistenwohnhaus bestand. Das Werk wurde in einem eingeschossigen, rechteckigen Putzbau mit einem ziegelgedeckten Satteldach, durch drei Fensterachsen quer und fünf Achsen längs gegliedert, untergebracht. Als Standort wurde die Plittersdorfer Aue, etwa 200 m vom Rhein entfernt, gewählt. Das Werk bezog sein Wasser aus dem Rhein, das zunächst durch die Uferfiltration im Boden und später nach Gewinnung über einen Brunnen mittels Aktivkohlefilterreinigung in den Aufbereitungsanlagen des Werkes gereinigt wurde. Ab Ende der 1950er Jahre wurden zusätzliche Gebäude (für moderne Filteranlagen und ein Pumpenhäuschen) erstellt. In dem höheren Neubau befanden sich acht, sechs Meter hohe Stahltanks, die mit Aktivkohlefiltern zur Wasserreinigung ausgestattet waren.
1982 kam es zu einem medienwirksamen Skandal um die Wasserqualität. Ein Beamter, Winfried Edel, hatte am 28. Dezember 1982 in einem Leserbrief im Bonner Lokalblatt „Blickpunkt“ behauptet, dass die Kohlefilter des Plittersdorfer Werkes nicht in der Lage sein, alle im Rhein vorhandenen Giftstoffe auszuscheiden. Das träfe auf Ortho-Chlornitrobenzol zu, eine giftige Nitroverbindung, die zu der Zeit in erhöhten Dosen im Rhein gemessen worden war und vermutlich aus Schmutzwassereinleitungen der Hoechst AG stammte, deren Zweigwerk Griesheim eine Einleitungsgenehmigung für diesen Giftstoff besaß.
Das Wasserwerk Plittersdorf versorgte bis zu 300.000 Einwohner in Bad Godesberg und Remagen mit jährlich über sechs Millionen Kubikmetern Wasser – zu einer Zeit, in der die Stadt Bonn bereits mit Talsperrenwasser versorgt wurde. Bad Godesberg gehörte zu den letzten Städten der Gegend, die noch bis 1989 teilweise mit aus Rheinwasserfiltrat gewonnenem Trinkwasser versorgt wurden. Seit Ende der 1980er Jahre war als Folge der Eingemeindung von Godesberg nach Bonn die Trinkwasserversorgung auf Zuführung von der Wahnbachtalsperre umgestellt worden. Endgültig wurde das Wasserwerk im Jahr 2004 stillgelegt.

## Nutzung heute
Im Jahr 2007 erwarb der Vorstandsvorsitzende von Solarworld, Frank Asbeck, das Werk von der Stadt. Unter dem Architekten Ralph Schweitzer wurden der Bau von 1901 wie auch die ebenfalls denkmalgeschützte Erweiterung aus den 1960er Jahren so zu Büroräumen sowie zu einem kleinen Museum der Solartechnologie umgebaut, dass der Industriecharakter der Anlage erhalten blieb. Der jüngere Gebäudeteil wurde aufgestockt, die hier aufgestellten Aufbereitungstanks wurden so zerschnitten, dass sie zu leicht erhöhten Arbeitsplätzen der Marketingabteilung umfunktioniert werden konnten. Die vormalige Schaltzentrale wurde zu einem Empfangsbereich umgestaltet, der mit seiner dunkelbraunen Wandvertäfelung und eingelassenen Armaturen etwa dem Original entspricht.
Die Anlage wird mittels einer Wärmepumpenanlage mit Maschinen der Marke Waterkotte beheizt. Diese Anlage nutzt dazu den alten Brunnen des Wasserwerks, wobei das dortige Rheinwasser abgekühlt und so das Büro mit Fernwärme versorgt werden kann. Die alte Firmenzentrale der Solarworld-Gruppe (die vormalige saarländische Landesvertretung) an der Kurt-Schumacher-Straße wurde nach dem Umzug an die Post verkauft.